# Franz von Soden
Franz Ludwig baron von Soden (né le 9 mars 1856 à Stuttgart et mort le 29 novembre 1945 à Überlingen) est un général d'infanterie wurtembergeois pendant la Première Guerre mondiale.

## Biographie

### Origine
Franz est le fils du chambellan, véritable conseiller privé et président du tribunal administratif de Stuttgart (de), Alfred von Soden (1826-1894) et de son épouse Emilie, née von Rom (1835-1913).

### Carrière militaire
Soden étudie au lycée de Stuttgart et l'Académie de Neuchâtel. Il rejoint le 1er octobre 1873 le 119e régiment de grenadiers (de) de l'armée wurtembergeoise et devient Lieutenant de seconde ligne jusqu'au 8 février 1875. Du 1er octobre 1880 au 19 juillet 1883, il est envoyé à l'Académie de guerre de Prusse pour une formation supplémentaire. En même temps que sa promotion au premier lieutenant le 13 octobre 1883, il est transféré au 123e régiment de grenadiers (de). Déjà le 7 juillet 1884, Soden est renvoyé et, à partir du 1er mai 1886, il est commandé au Grand État-major général à Berlin. Il y est promu capitaine le 28 avril 1888. Les années qui suivent sont consacrées à la fonction d'état major. Ainsi, du 27 janvier 1889 au 23 mars 1890, il est à l'état major général du 10e corps d'armée et ensuite jusqu'au 18 septembre 1891 à l'état major général de la 19e division d'infanterie. Il est ensuite retourné au service militaire et est chef de compagnie du 119e régiment de grenadiers jusqu'au 20 avril 1893. Il est ensuite employé comme premier officier d'état-major de la 26e division d'infanterie et promu major entre-temps le 18 septembre 1893. Deux ans plus tard, il occupe la même fonction au sein du 13e corps d'armée. Le 21 avril 1898, il est transféré à Cassel où il prend en charge le 1er bataillon du 83e régiment d'infanterie. Il devient lieutenant-colonel le 18 avril 1900 et, en tant que tel, est chargé, le 29 mai 1900, de la direction de l'état-major général du 10e corps d'armée. Le 16 juin 1901 suit finalement sa nomination au poste de chef du général d'état-major. En tant colonel (depuis le 22 avril 1902) il est nommé le 25 février 1903 commandant du 125e régiment d'infanterie (de). Soden est relevé de ce commandement le 20 mai 1906, chargé du commandement de la 51e brigade d'infanterie (de) et nommé commandant de la brigade le 13 septembre 1906 en même temps que sa promotion au grade de major général. Le 27 janvier 1910, il est promu lieutenant général et nommé commandant le 1er avril 1910 de la 26e division d'infanterie. Ce commandement est confié à son successeur Friedrich von Gerok le 21 mars 1911 et il est mis à disposition en tant que général d'infanterie.
Avec le déclenchement de la Première Guerre mondiale, Soden se rend disponible et reçoit le commandement de la 26e division de réserve. Celle-ci se déploie en liaison avec le 14e corps de réserve à l'Est de Schœnau en Alsace et participe aux combats dans les Vosges entre Nancy et Épinal fin août/début septembre. Le 9 septembre 1914, elle est retirée d'ici et transportée via l'Allemagne vers le nord de la France. Déchargée à Cambrai, elle entame l'avancée via Bapaume puis intervient dans la première bataille de la Somme. Elle entre ensuite dans la guerre de tranchées et reste quasiment inchangée en Artois jusqu'au milieu de 1916. Le mouvement ne réapparait qu'à partir du 1er juillet 1916, grâce à un pilonnage de sept jours et aux attaques ultérieures des unités d'infanterie britanniques lors de la bataille de la Somme. Malgré des pertes et des effondrements en plusieurs endroits, Soden parvient à tenir la section qu'il commande des deux côtés de Thiepval et à reconquérir le terrain perdu.
Le 17 décembre 1916, Soden est nommé général commandant du 7e corps de réserve. Il est ainsi déployé en Champagne à la mi-janvier 1917, repoussant à plusieurs reprises des attaques majeures et contrecarrant les tentatives de percée ennemies. Pour ses services, il reçoit la plus haute distinction prussienne pour bravoure, l'ordre Pour le Mérite, des mains du prince héritier le 27 juillet 1917. De fin août à mi-novembre 1917, il est brièvement responsable du 11e corps d'armée et est ensuite nommé commandant général du 5e corps de réserve (de) le 17 novembre 1917. Ce commandement est également lié au commandement général du Groupe Meuse Est près de Verdun. Après les combats là-bas, lui et son corps se retirent au début de l'automne 1918, accompagnés de batailles défensives entre la Meuse et Beaumont. Son roi décerne à Soden la croix de commandeur de l'ordre du Mérite Militaire le 20 février 1918, de Saxe il reçoit la Grand-Croix de l'ordre d'Albert avec l'Étoile d'Or et Épées le 6 juin 1918 et la monarchie austro-hongroise alliée lui rend hommage le 2 juin 1918 de la Croix du mérite militaire de 1re classe avec épées et décoration de guerre.
Avec l'armistice, Soden ramène les troupes sous son commandement chez eux, où la démobilisation a lieu. Il est ensuite muté parmi les officiers de l'armée le 25 janvier et prend définitivement sa retraite lorsque sa provision de mobilisation fut levée le 31 janvier 1919. Après la guerre, Soden publie une série d'écrits sur l'armée wurtembergeoise dans le Schwäbischer Merkur (de) et est président de l'association des officiers du 125e régiment d'infanterie.

### Famille
Le 8 janvier 1890 à Stuttgart, Soden se marie avec Amélie baronne Hugo von Spitzemberg (de), qui est fortement impliqué dans le bénévolat dans les domaines de Caritas et de l'éducation et, en tant que membre du Zentrum, est député de l'Assemblée constituante de l'État populaire du Wurtemberg nouvellement fondé en 1919. Cinq filles naissent de ce mariage entre 1890 et 1905 : Maria (née en 1890), Irmgard (née en 1892), Gisela (née le 20 octobre 1895 ; en 1921, elle épouse le major général de la Wehrmacht Hartmann Maria baron von Ow auf Wachendorf (de)), Elisabeth (née en 1901) et Mechthild (née en 1908). Son petit-fils Meinrad baron von Ow lègue une grande partie du legs familial aux Archives d'État de Bade-Wurtemberg

## Récompenses
- Commandeur de l'ordre de la Couronne de Wurtemberg[7]
- Croix de décoration de service du Wurtemberg de 1re classe[7]
- Commandant de 2e classe de l'ordre d'Henri le Lion[7]
- Commandeur honoraire de l'ordre du Mérite du duc Pierre-Frédéric-Louis[7]
- Ordre de la Couronne de 2e classe avec étoile[7]
- Croix d'honneur de 2e classe de l'ordre de la Maison de Lippe[7]
- Croix du mérite de Waldeck de 3e classe[7]
- Commandeur de l'ordre royal de Victoria[7]
- Chevalier 1re classe de l'ordre de Vasa[7]
- Croix de fer (1914) de 2e et 1re classe
- Ordre du Mérite militaire bavarois de 1re classe avec épées du 3 mars 1915
- Couronne de Grand-Croix de l'ordre de Frédéric avec épées du 13 juillet 1916
- Ordre de l'Aigle rouge de 2e classe avec étoile et épées le 11 octobre 1916

## Publications
- Die Württembergische Armee im Weltkrieg. Erinnerungen. Erschienen im Schwäbischer Merkur. Beilage Heer und Wehr, Stuttgart 1924–1929. Digitalisat der Bibliothèque d'État de Wurtemberg
- Die Leistungen der Württemberger im Weltkrieg. Tagblatt-Buchdruck, Stuttgart 1925. Digitalisat der Bibliothèque d'État de Wurtemberg
- Die 26. (Württembergische) Reserve-Division im Weltkrieg 1914-1918. Band I: Die Jahre 1914, 1915 und 1916. Berger, Stuttgart 1939. Digitalisat der Bibliothèque d'État de Wurtemberg

## Anecdote
Dans le documentaire britannique de la BBC The Somme. From Defeat to Victory de la bataille de la Somme, l'acteur Rüdiger Kuhlbrodt (de) endosse le rôle du général commandant Franz von Soden